# Kunětice
Kunětice är en ort i Tjeckien.   Den ligger i regionen Pardubice, i den centrala delen av landet, 100 km öster om huvudstaden Prag. Kunětice ligger 221 meter över havet och antalet invånare är 268.
Terrängen runt Kunětice är platt.Runt Kunětice är det ganska tätbefolkat, med 172 invånare per kvadratkilometer. Närmaste större samhälle är Hradec Králové, 15,4 km norr om Kunětice. Trakten runt Kunětice består till största delen av jordbruksmark.